# Izrael hadereje
Az Izraeli Védelmi Erők (angolul: Israel Defense Forces (IDF), héberül: צבא הגנה לישראל,  Cává Hagáná LeJiszráel (צה”ל)) Izrael önvédelmi hadserege.

## Izraelhaderejének néhány összefoglaló adata
- Katonai költségvetés: 8,7 milliárd USD, a GDP 9,4%-a.
- Teljes személyi állomány: 168 000 fő
- Tartalék: 50 348 fő
- Mozgósítható lakosság: 1 499 186 fő, amelyből 1 226 903 fő alkalmas katonai szolgálatra 2000-ben.
- Izrael minden bizonnyal rendelkezik atomfegyverrel is, amit napjainkban nem is próbál tagadni, elsősorban önvédelemre hivatkozva Irán Izraelt érintő folyamatos fenyegetése miatt. Izrael a mai napig nem csatlakozott az 1968-ban életbe lépett Atomsorompó Egyezményhez.
- Az izraeli hadseregben a rendszeresített önvédelmi technika a krav maga (héber kifejezés, jelentése: „kontaktharc” vagy „közelharc”), amit a budapesti születésű, zsidó származású Lichtenfeld Imre fejlesztett ki.
- Izraelben mindenki köteles a hadseregben szolgálni 18 év felett, még a nőknek is (16.5 évesen sorakoznak). Férfiaknak három évig, nőknek két év. Emellett 42 éves korig évente be kell járni szolgálatra.

## Szervezeti felépítése

### Területi felépítése
Izrael hadereje összesen négy hadvezetési területre van bontva, önálló parancsnoki felépítéssel: az északi, a közép, a déli és az „otthoni”, műveleti tartalékos parancsnokságra. Utóbbi 1992 februárjában alakult meg az öbölháborút követően. A közép (Pikud Merkac) és déli (Pikud Darom) parancsnokság a függetlenségi háborúban alakult meg, 1948-ban. Az északi (Pikud Cafon) az 1950-es években létesült.

## Alakulatok

### Gyalogoshadtest (חיל הרגלים)
Az izraeli Gyalogoshadtest a szárazföldi haderőnem 2000-ben létrehozott magasabbegysége. Öt gyalogosdandárból, három törzsfüggetlen zászlóaljból és három független alegységből áll.
Reguláris alakulatai
Északi parancsnokság (פיקוד צפון)
- Goláni dandár (חטיבת גולני)

Központi parancsnokság (פיקוד מרכז)
- Ejtőernyősdandár (35. dandár) (חטיבת הצנחנים)
- Nahal dandár (חטיבת הנח”ל)
- Kfir dandár (חטיבת כפיר)

Déli parancsnokság (פיקוד דרום)
- Givati dandár (חטיבת גבעתי)

Független zászlóaljak
- „Kard” zászlóalj (Gdud Herev): kisebbségi alakulat, arabul beszélők alegysége, főként drúz vallásúak
- Sivatagi felderítő-zászlóalj: főként beduinokból álló alakulat
- „Karakál” zászlóalj: nemiség tekintetében vegyes zászlóalj, egyaránt alkotják női és férfi katonák

Független alegységek
- Duvdevan (דובדבן) („cseresznye”) alakulat: Ciszjordániában diszlokáló alakulat, többnemzeti, többnyelvű katonákból áll, képesek muzulmán területeken is fedett (hírszerző) műveletek végrehajtására
- Szajerot Maglan (סיירת מגלן) (íbisz): különleges műveleti gyalogosalakulat, terrorelhárító feladatköröket is ellátnak, nyilvánosságot 2006-ban kapott
- Okec (עוקץ) („fullánk”) alakulat: kutyákat alkalmazó kutató- és őralakulat
- Alpinisztim alakulat: magashegyi műveletekre felkészített alakulat, az Északi parancsnokság alárendeltségében a Golán-fennsíkon diszlokál, a Hermon hegy térségében megfigyelőpontokat ellenőriz, elektronikai felderítéseket, magashegyi kutatást-mentést végez.

### Különleges műveleti alakulatok
Három alapvető különleges műveleti alakulata van az izraeli haderőnek, melyek tagjai a legalaposabb kiképzésekben és felkészítésekben részesülnek. Képesek egyéni autonóm tevékenységekre. A szájerot (héberül: סיירת, jelentése felderítő alakulat) előtagot is használják, szervezetileg 1939-ben alapították meg a Hagana részeként.
Szajeret Matkal (סיירת מטכ"ל)a haderő elsődleges szárazföldi mélységifelderítő, hírszerző, túszmentő és diverziós alakulata, a brit SAS mintájára létrehozva. Közvetlenül az AMAN (Katonai felderítés igazgatósága) irányítása alatt áll.
Sajetet 13 (13. flotilla) (שייטת 13)a US Navy SEAL és a brit SBS alakulatokhoz hasonló tengerészeti mélységifelderítő bevetésekre felkészített alakulat. Támadó-túszmentő, vízfelszínen és felszín alatt tevékenykedő alegységei vannak.
Szajeret Saldag (סיירת שלדג)1974-ben alapított korábbi Matkal katonákból álló alakulat, a Légierő szervezeti rendjébe tartozik. Előretolt légiirányító, túszmentő és mélységifelderítő feladatkörökre felkészítve.
A Gyalogoshadtest alárendeltségébe tartoznak a Duvdevan, az Okec, az Egoz és az Alpinisztim alakulatok.
A Harcászati műszaki hadtest alárendeltségében a Szajerot Jahalom tevékenykedik, elsősorban pokolgépek azonosítására, hatástalanítására felkészítve.
A Légierő kutató-mentő alakulata a 669-es alakulat, mely békeidőben polgári feladatokat is ellát.

## Szárazföldi erő

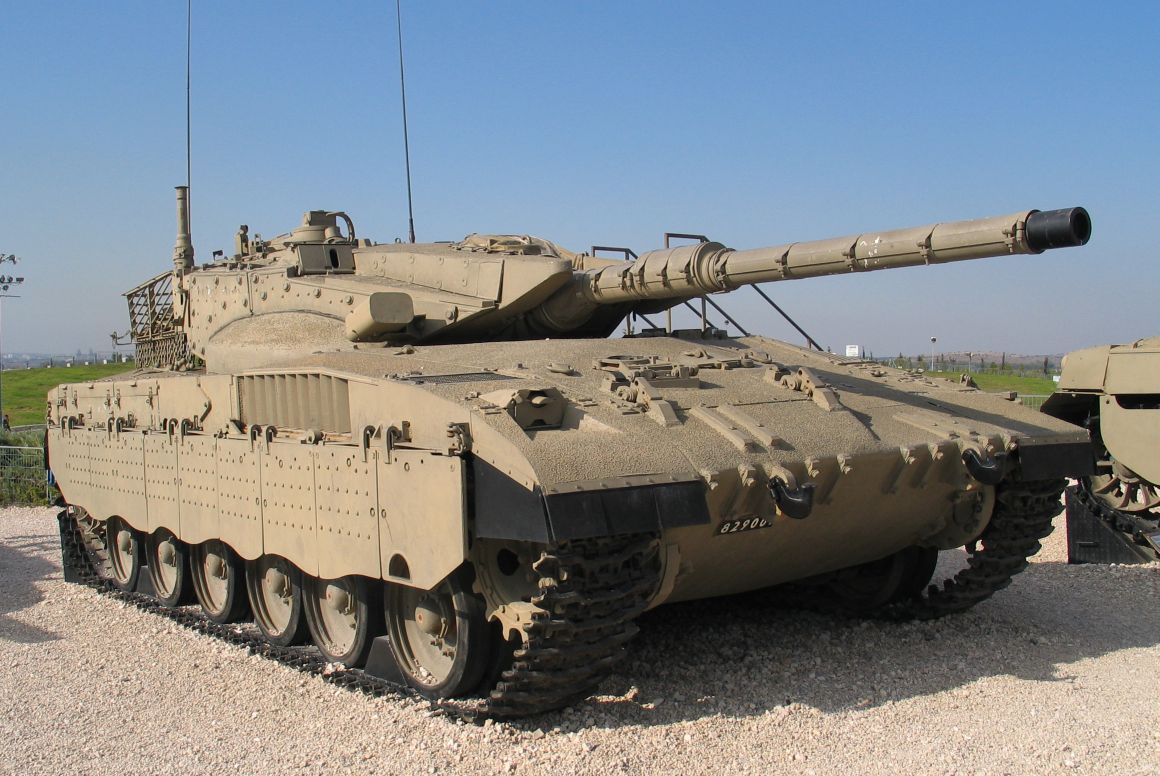
Merkava 2 harckocsi Latrunban

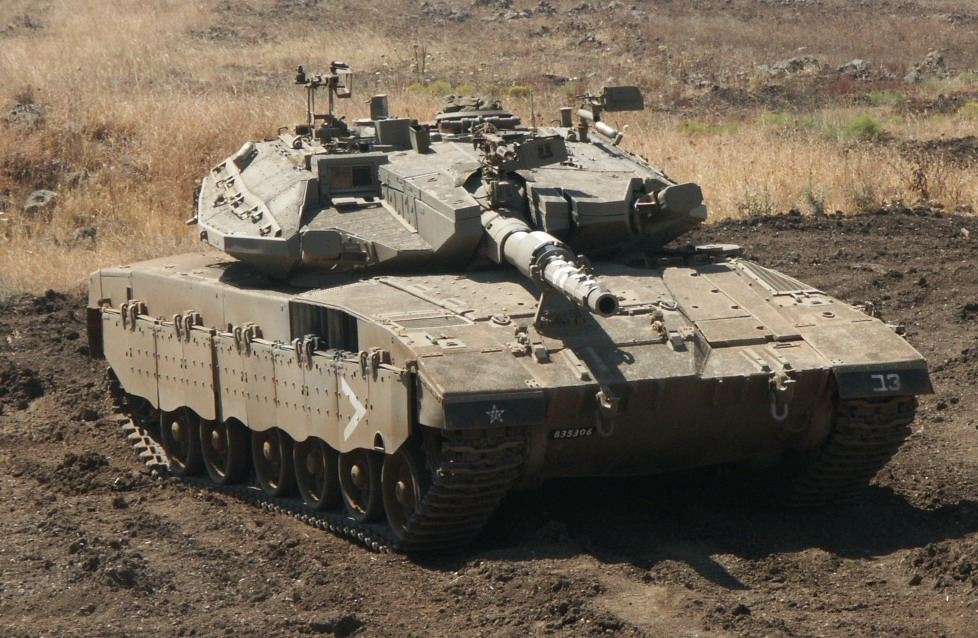
Merkava 3 harckocsi

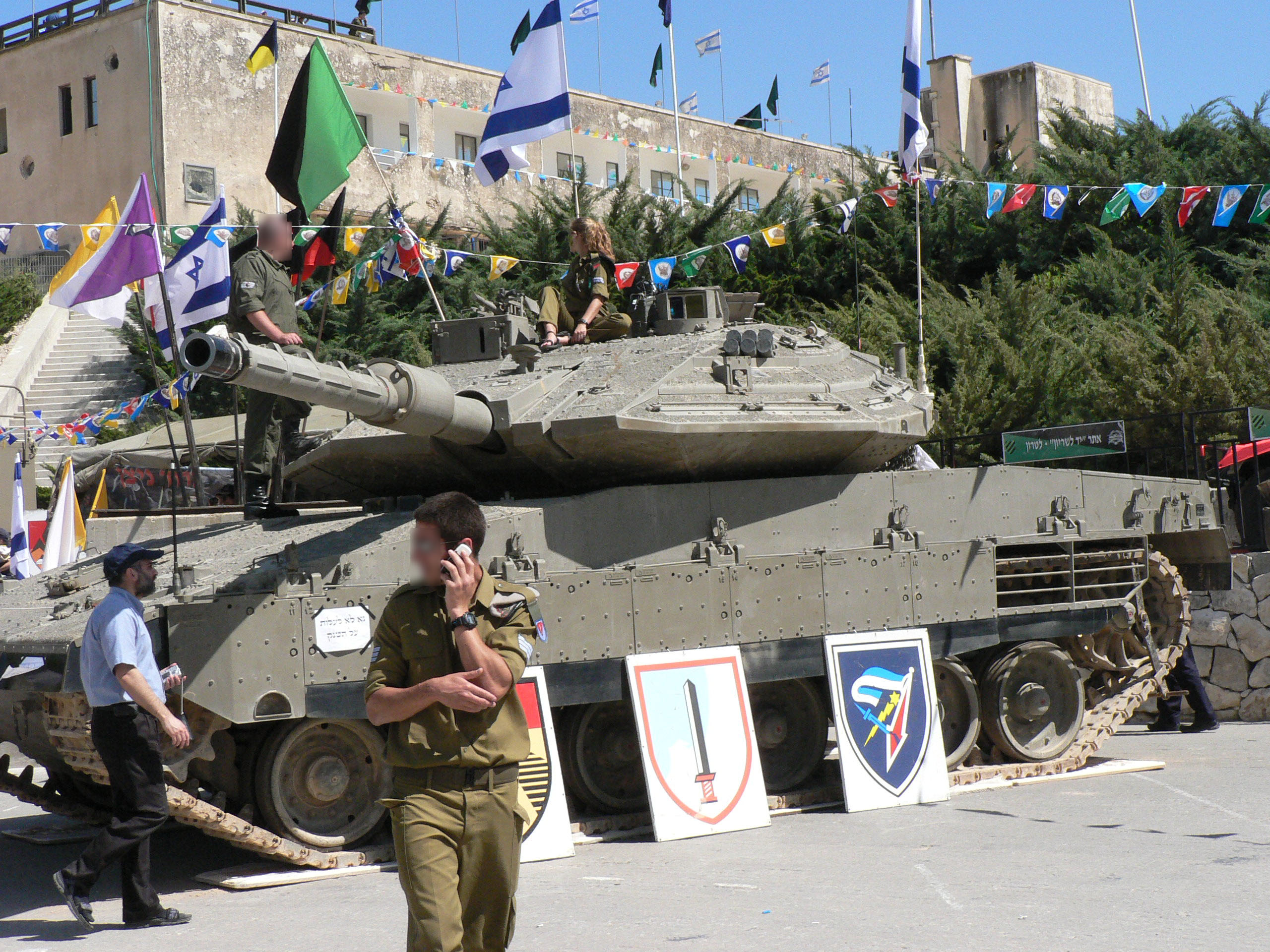
Merkava 4 az izraeli függetlenség napján

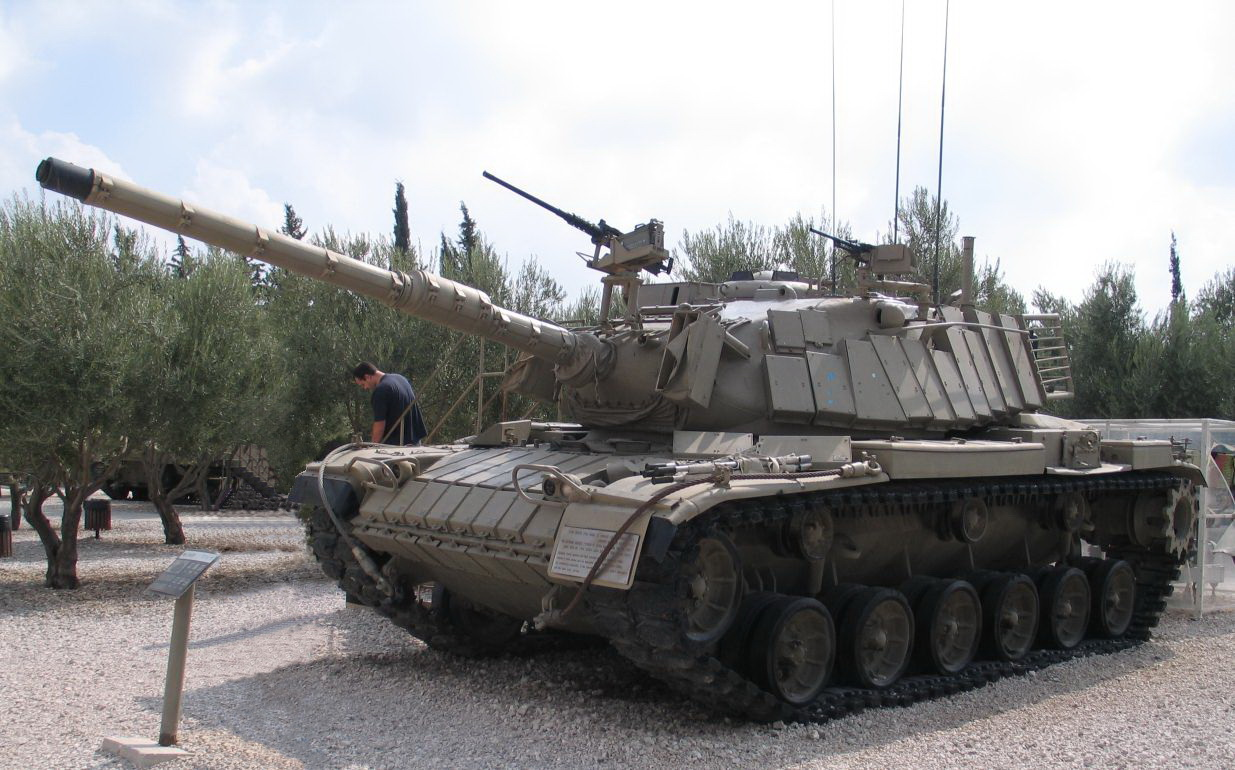
Magach 6 harckocsi a Yad La-Shiryon múzeumban (Izrael)

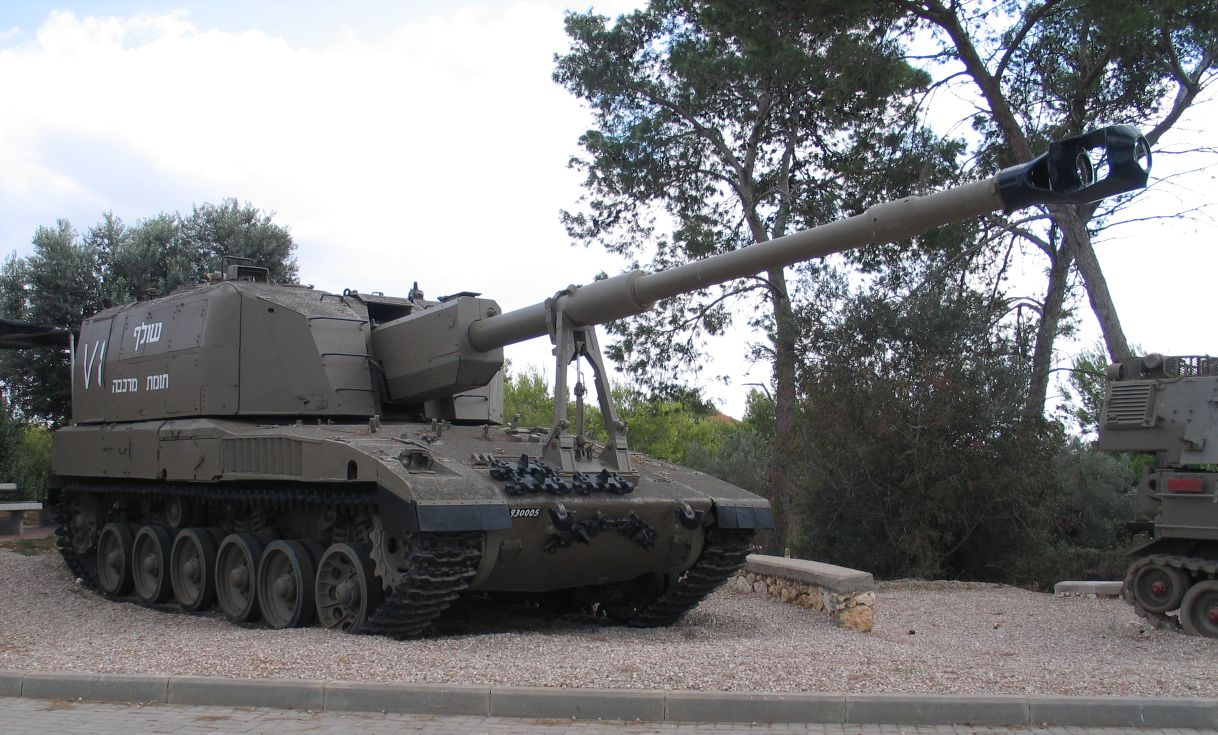
Sholef önjáró löveg az izraeli Beyt ha-Totchan mellett

### Fegyverzet
- Merkava 1–4 nehézharckocsik
- Magach 1–7 harckocsik (az M48 és M60 Patton harckocsik izraeli hadrendi neve)
- M50 Super Sherman
- Harkiv Morozov tervezőiroda T-55 harckocsi
- Nagmachon harckocsi
- Nakpadon harckocsi
- Sabra harckocsi
- Sabra MKII harckocsi
- Sho't harckocsi
- Tiran harckocsi
- AMX–13 harckocsi

## Légierő, légvédelem

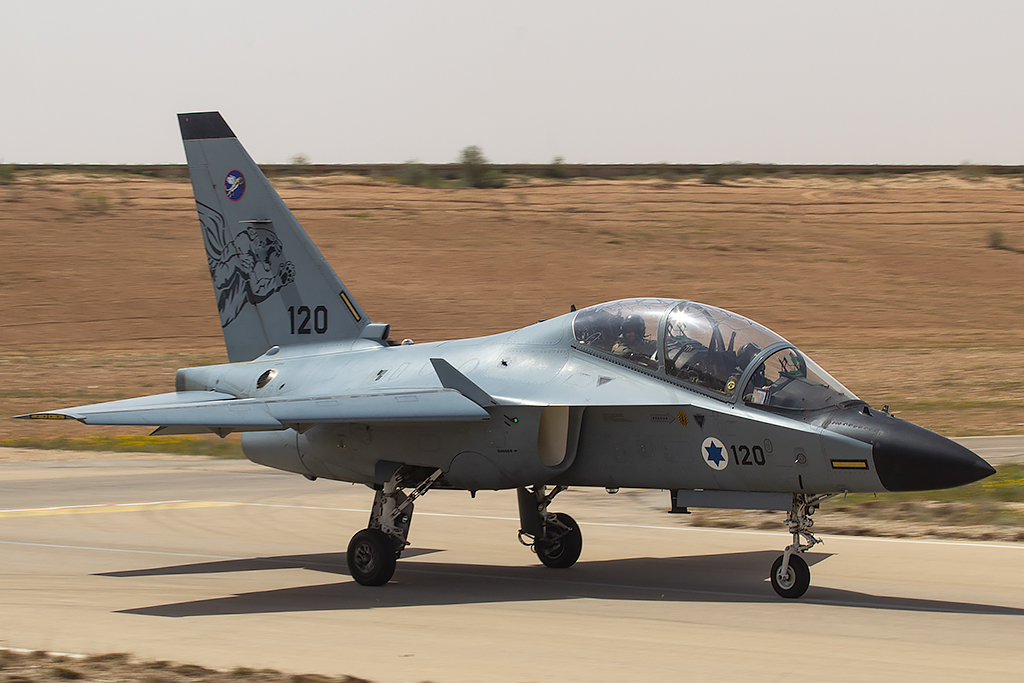
Az Izraeli légierő egyik vadászrepülője

## Haditengerészet

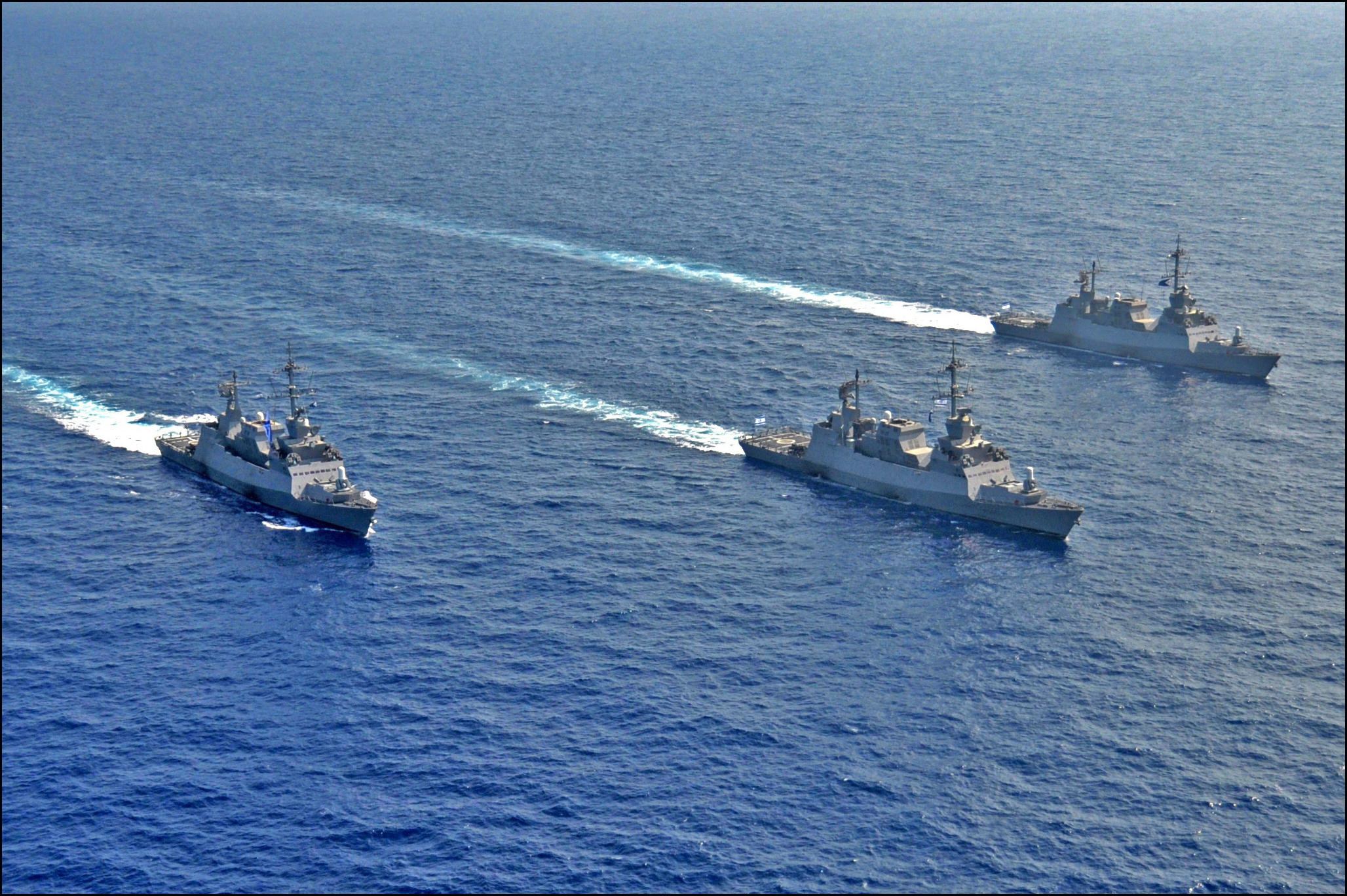
három száár Izraeli hadihajó

### Könnyű harcjárművek
- AM General HMMWV
- Land Rover Defender
- AIL Desert Raider
- Ram
- RAM–2000
- Wolf
- Rhino M-462
- Storm
- Abir
- Commandcar
- BTR–152
- Eagle Eye
- Rakoon/Stalker II

### Tüzérség
- Sholef 155 mm
- M109
- Rochev
- Doher
- Romach M107
- Makmat 120 mm-es
- M72 LAW
- Rascal
- ATMOS 2000
- LAR160
- GRADLAR
- MAR-290
- MAR-240
- MAR-290
- MAR-350
- M270 MLRS
- Izraeli Katyusa
- Kilshon
- Keres

### Külső hivatkozások
- Az Izraeli Védelmi Erők hivatalos weboldala
- Az INSS pdf-e a haderő 2009. júniusi állapotáról
- Az Izraeli Védelmi Erők